# Gillian Russell
Gillian Russell (ur. 28 września 1973 w Saint Andrew) – jamajska lekkoatletka, płotkarka i  sprinterka.

## Sukcesy
- 2 złote medale mistrzostw świata juniorów (bieg na 100 m przez płotki i sztafeta 4 × 100 m Płowdiw 1990)
- 2 złota mistrzostw Świata juniorów (bieg na 100 m przez płotki i sztafeta 4 × 100 m Seul 1992)
- 6. miejsce podczas mistrzostw świata (bieg na 100 m przez płotki Göteborg 1995)
- brąz igrzysk olimpijskich (sztafeta 4 × 100 m Atlanta 1996) Russell nie biegła w finale, jednak otrzymała medal, ponieważ biegła w eliminacjach
- srebrny medal na halowych mistrzostwach świata (bieg na 60 m przez płotki Paryż 1997)
- złoto igrzysk Wspólnoty Narodów (bieg na 100 m przez płotki Kuala Lumpur 1998) osiągnięty podczas finałowego biegu czas Russel – 12,70 s jest aktualnym rekordem tej imprezy, a także srebrny medal w sztafecie 4 × 100 m
- srebrny medal Igrzysk Dobrej Woli (bieg na 100 m przez płotki Uniondale (Nowy Jork) 1998)
- 3 medale Igrzysk Ameryki Centralnej i Karaibów (Maracaibo 1998 – srebro na 100 m przez płotki oraz brąz w sztafecie 4 × 100 metrów, Bridgetown 1999 – złoto na 100 metrów przez płotki)

Russell jest posiadaczką czarnego pasa w karate.

## Rekordy życiowe
- Bieg na 100 m – 11.41 (1993)
- Bieg na 100 m przez płotki – 12.66 (1998)
- Bieg na 60 m przez płotki (hala) – 7.84 (1997)